# Amblyglyphidodon batunai
Amblyglyphidodon batunai és una espècie de peix de la família dels pomacèntrids i de l'ordre dels perciformes que es troba a les Maldives i Indonèsia.
Els mascles poden assolir els 10 cm de longitud total.